# Demasiado tarde para lágrimas

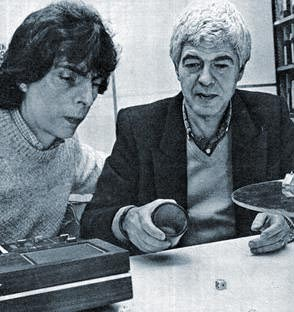
Dolina y Castelo en Demasiado tarde para lágrimas (1985).

Demasiado tarde para lágrimas fue un programa de radio de la Argentina, conducido por Alejandro Dolina, Adolfo Castelo, y posteriormente por Guillermo Stronatti. Fue el antecedente del actual programa radial La venganza será terrible. Comenzó el 2 de abril de 1985 en Radio El Mundo, pasando luego a Radio Rivadavia. Se emitió hasta 1991.
El programa utilizaba los géneros radiales tradicionales: incluía relatos históricos, extensas improvisaciones en clave humorística y pequeñas comedias musicales. Fue el debut de Dolina en la radio, que luego haría El ombligo del mundo (Viva FM, 1992) y, finalmente, La venganza será terrible, conjunto de programas con el mismo patrón estilístico que con más de veinticinco años en el aire liderando la audiencia de la medianoche, se convirtió en uno de los programas más relevantes de la historia de la radiofonía argentina.
El tema musical de apertura era el foxtrot Blue River, interpretado por Bix Beiderbecke con la orquesta de Frankie Trumbauer.